# Psilogramma gerstmeieri
Psilogramma gerstmeieri là một loài bướm đêm thuộc họ Sphingidae. Loài này có ở Quảng Đông ở Trung Quốc.